# District de Mampikony
Mampikony est l'un des districts de la région Sofia, situé dans le Nord-Ouest de Madagascar.